# Supercopa de Italia 2009
La Supercopa de Italia 2009 fue la 22ª edición de la Supercopa de Italia, que enfrentó al ganador de la Serie A, el F. C. Internazionale, y de la Copa de Italia, la S.S. Lazio. El partido fue disputado el 8 de agosto de 2009 en el Estadio Nacional de Pekín. La Lazio ganó el partido y el título por 2–1.

## Equipos participantes
| F. C. Internazionale |  |  |  | Campeón de la (Serie A 2008-09)     |
| S.S. Lazio           |  |  |  | Campeón de la (Copa Italia 2008-09) |

### Detalles del partido
| 12         | POR        | Júlio César       |     |
| 13         | DEF        | Maicon            |     |
| 6          | DEF        | Lúcio             |     |
| 26         | DEF        | Christian Chivu   |     |
| 4          | DEF        | Javier Zanetti    |     |
| 19         | MED        | Esteban Cambiasso |     |
| 11         | MED        | Sulley Muntari    | 85' |
| 8          | MED        | Thiago Motta      | 70' |
| 5          | MED        | Dejan Stanković   | 70' |
| 9          | DEL        | Samuel Eto'o      |     |
| 22         | DEL        | Diego Milito      |     |
| Entrenador | Entrenador | José Mourinho     |     |

| 86         | POR        | Fernando Muslera     |     |
| 2          | DEF        | Stephan Lichtsteiner |     |
| 87         | DEF        | Modibo Diakité       |     |
| 13         | DEF        | Sebastiano Siviglia  |     |
| 11         | DEF        | Aleksandar Kolarov   |     |
| 32         | MED        | Cristian Brocchi     |     |
| 33         | MED        | Roberto Baronio      | 53' |
| 5          | MED        | Stefano Mauri        | 80' |
| 8          | MED        | Matuzalém            | 63' |
| 10         | DEL        | Mauro Zárate         |     |
| 9          | DEL        | Tommaso Rocchi       |     |
| Entrenador | Entrenador | Davide Ballardini    |     |

| 14 | MED | Patrick Vieira  | 70' |
| 45 | DEL | Mario Balotelli | 70' |
| 18 | DEL | David Suazo     | 85' |

| 6  | MED | Ousmane Dabo       | 53' |
| 74 | DEL | Julio Ricardo Cruz | 72' |
| 25 | DEF | Cribari            | 80' |

| Anotado | 78' | Samuel Eto'o | 1-2 |

| Anotado | 63' | Matuzalém      | 0-1 |
| Anotado | 66' | Tommaso Rocchi | 0-2 |

| Amonestado | 29' | Sulley Muntari  |
| Amonestado | 91' | Christian Chivu |
| Amonestado | 91' | Maicon          |

| Amonestado | 30' | Matuzalém |

| Árbitro:             | Emidio Morganti |  |  |
| Árbitros asistentes: | -               |  |  |
| Árbitros asistentes: | -               |  |  |
| Cuarto árbitro       | -               |  |  |

| 12         | POR        | Júlio César       |     |
| 13         | DEF        | Maicon            |     |
| 6          | DEF        | Lúcio             |     |
| 26         | DEF        | Christian Chivu   |     |
| 4          | DEF        | Javier Zanetti    |     |
| 19         | MED        | Esteban Cambiasso |     |
| 11         | MED        | Sulley Muntari    | 85' |
| 8          | MED        | Thiago Motta      | 70' |
| 5          | MED        | Dejan Stanković   | 70' |
| 9          | DEL        | Samuel Eto'o      |     |
| 22         | DEL        | Diego Milito      |     |
| Entrenador | Entrenador | José Mourinho     |     |

| 86         | POR        | Fernando Muslera     |     |
| 2          | DEF        | Stephan Lichtsteiner |     |
| 87         | DEF        | Modibo Diakité       |     |
| 13         | DEF        | Sebastiano Siviglia  |     |
| 11         | DEF        | Aleksandar Kolarov   |     |
| 32         | MED        | Cristian Brocchi     |     |
| 33         | MED        | Roberto Baronio      | 53' |
| 5          | MED        | Stefano Mauri        | 80' |
| 8          | MED        | Matuzalém            | 63' |
| 10         | DEL        | Mauro Zárate         |     |
| 9          | DEL        | Tommaso Rocchi       |     |
| Entrenador | Entrenador | Davide Ballardini    |     |

| 14 | MED | Patrick Vieira  | 70' |
| 45 | DEL | Mario Balotelli | 70' |
| 18 | DEL | David Suazo     | 85' |

| 6  | MED | Ousmane Dabo       | 53' |
| 74 | DEL | Julio Ricardo Cruz | 72' |
| 25 | DEF | Cribari            | 80' |

| Anotado | 78' | Samuel Eto'o | 1-2 |

| Anotado | 63' | Matuzalém      | 0-1 |
| Anotado | 66' | Tommaso Rocchi | 0-2 |

| Amonestado | 29' | Sulley Muntari  |
| Amonestado | 91' | Christian Chivu |
| Amonestado | 91' | Maicon          |

| Amonestado | 30' | Matuzalém |

| Árbitro:             | Emidio Morganti |  |  |
| Árbitros asistentes: | -               |  |  |
| Árbitros asistentes: | -               |  |  |
| Cuarto árbitro       | -               |  |  |

| Supercopa de Italia     |
|                         |
| Campeón Lazio 3º título |